# 942年
| 千纪： | 1千纪 |
| 世纪： | 9世纪 \| 10世纪 \| 11世纪 |
| 年代： | 910年代 \| 920年代 \| 930年代 \| 940年代 \| 950年代 \| 960年代 \| 970年代 |
| 年份： | 937年 \| 938年 \| 939年 \| 940年 \| 941年 \| 942年 \| 943年 \| 944年 \| 945年 \| 946年 \| 947年                                                                                |
| 纪年： | 壬寅年（虎年）；闽永隆四年；于阗同慶三十一年；契丹会同五年；南汉大有十五年，光天元年；后蜀广政五年；后晋（吴越、荆南、马楚）天福七年；南唐昇元六年；大理文德六年；日本天慶五年 |

## 大事记
- 後晉出帝石重貴繼位。

## 逝世
- 後晉高祖石敬瑭。
- 南漢高祖劉龑（劉巖）。